# 安东尼亚诺小合唱团
安东尼亚诺小合唱团（Piccolo Coro "Mariele Ventre" dell'Antoniano，1995年前為Piccolo Coro dell'Antoniano，中國大陸媒體將其簡稱為意大利安團）是位於意大利博洛尼亚的一个儿童合唱团。
合唱团是由玛丽埃勒·文特尔于1963年在安东尼奥学院创建，最初合唱團意大利語名為Piccolo Coro dell'Antoniano。玛丽埃勒·文特尔建立合唱團的目的是让孩子们能在1958年創辦的奇奇诺·德罗音樂節上一起唱歌。1995年，玛丽埃勒·文特尔去世后，合唱团由萨布丽娜·西蒙尼接管，并为纪念创始人而將合唱團更名为Piccolo Coro "Mariele Ventre" dell' Antoniano（即在合唱團名字上加入創始人名字）。
2016年，安东尼亚诺小合唱团首次來到上海市表演，此後连续5年均來上海表演。
2025 年，萨布丽娜·西蒙尼离开了 Piccolo Coro。新任导演是玛格丽塔·甘贝里尼。